# Nuoto ai Giochi della XXX Olimpiade - 100 metri rana maschili
La gara dei 100 metri rana dei Giochi della XXX Olimpiade si è svolta il 28 e il 29 luglio 2012. Hanno partecipato 44 atleti.
La gara è stata vinta dal sudafricano Cameron van der Burgh con il tempo di 58"46 (nuovo record mondiale), mentre l'argento e il bronzo sono andati rispettivamente a Christian Sprenger e a Brendan Hansen.

## Formato
Gli atleti competono in due turni eliminatori; i migliori sedici tempi delle batterie si qualificano alla semifinale, mentre i migliori otto di queste ultime accedono alla finale.

## Record
Prima della competizione, i record olimpici e mondiali erano i seguenti:
| Record mondiale | 58"58 | Brenton Rickard Australia | 27 luglio 2009 Roma, Italia  |
| Record olimpico | 58"91 | Kōsuke Kitajima Giappone  | 11 agosto 2008 Pechino, Cina |

Durante l'evento sono stati migliorati i seguenti record:
| Data      | Evento     | Atleta                | Nazione   | Tempo | Record          |
| --------- | ---------- | --------------------- | --------- | ----- | --------------- |
| 28 luglio | Semifinale | Cameron van der Burgh | Sudafrica | 58"83 | Record olimpico |
| 29 luglio | Finale     | Cameron van der Burgh | Sudafrica | 58"46 | Record mondiale |

## Programma
| Data           | Ora (BST/UTC+1) | Turno      |
| -------------- | --------------- | ---------- |
| 28 luglio 2012 | 11:53           | Batterie   |
| 28 luglio 2012 | 20:32           | Semifinali |
| 29 luglio 2012 | 20:11           | Finale     |

## Risultati

### Batterie
| Pos. | Batteria | Corsia | Nome                   | Nazione             | Tempo   | Note |
| ---- | -------- | ------ | ---------------------- | ------------------- | ------- | ---- |
| 1    | 6        | 3      | Christian Sprenger     | Australia           | 59"62   | Q    |
| 2    | 6        | 4      | Kōsuke Kitajima        | Giappone            | 59"63   | Q    |
| 3    | 6        | 2      | Giedrius Titenis       | Lituania            | 59"68   | Q    |
| 4    | 4        | 6      | Dániel Gyurta          | Ungheria            | 59"76   | Q    |
| 5    | 5        | 3      | Glenn Snyders          | Nuova Zelanda       | 59"78   | Q    |
| 6    | 4        | 4      | Cameron van der Burgh  | Sudafrica           | 59"79   | Q    |
| 7    | 5        | 2      | Scott Dickens          | Canada              | 59"85   | Q    |
| 8    | 6        | 5      | Ryō Tateishi           | Giappone            | 59"86   | Q    |
| 9    | 5        | 7      | Michael Jamieson       | Gran Bretagna       | 59"89   | Q    |
| 10   | 4        | 5      | Brendan Hansen         | Stati Uniti         | 59"93   | Q    |
| 11   | 5        | 6      | Eric Shanteau          | Stati Uniti         | 59"96   | Q    |
| 12   | 5        | 4      | Fabio Scozzoli         | Italia              | 59"99   | Q    |
| 13   | 4        | 2      | Craig Benson           | Gran Bretagna       | 1'00"04 | Q    |
| 14   | 4        | 3      | Brenton Rickard        | Australia           | 1'00"07 | Q    |
| 15   | 5        | 5      | Felipe França          | Brasile             | 1'00"38 | Q    |
| 16   | 6        | 6      | Felipe Lima            | Brasile             | 1'00"57 | Q    |
| 17   | 3        | 4      | Giacomo Perez d'Ortona | Francia             | 1'00"59 |      |
| 18   | 5        | 1      | Damir Dugonjič         | Slovenia            | 1'00"77 |      |
| 19   | 6        | 1      | Christian vom Lehn     | Germania            | 1'00"78 |      |
| 20   | 4        | 7      | Lennart Stekelenburg   | Paesi Bassi         | 1'00"96 |      |
| 21   | 6        | 7      | Hendrik Feldwehr       | Germania            | 1'01"00 |      |
| 22   | 3        | 6      | Panagiōtīs Samilidīs   | Grecia              | 1'01"20 |      |
| 23   | 4        | 1      | Valerij Dymo           | Ucraina             | 1'01"27 |      |
| 23   | 5        | 8      | Mattia Pesce           | Italia              | 1'01"27 |      |
| 25   | 3        | 1      | Carlos Almeida         | Portogallo          | 1'01"40 |      |
| 26   | 2        | 3      | Laurent Carnol         | Lussemburgo         | 1'01"46 |      |
| 27   | 6        | 8      | Roman Sludnov          | Russia              | 1'01"47 |      |
| 28   | 3        | 3      | Li Xiayan              | Cina                | 1'01"55 |      |
| 29   | 3        | 8      | Martin Liivamagi       | Estonia             | 1'01"57 |      |
| 29   | 4        | 8      | Barry Murphy           | Irlanda             | 1'01"57 |      |
| 31   | 2        | 6      | Caba Siladji           | Serbia              | 1'01"95 |      |
| 32   | 3        | 2      | Dawid Szulich          | Polonia             | 1'02"07 |      |
| 32   | 3        | 5      | Imri Ganiel            | Israele             | 1'02"07 |      |
| 34   | 2        | 4      | Vladislav Polyakov     | Kazakistan          | 1'02"15 |      |
| 35   | 2        | 2      | Edgar Crespo           | Panama              | 1'02"18 |      |
| 36   | 2        | 5      | Jakob Jóhann Sveinsson | Islanda             | 1'02"65 |      |
| 37   | 2        | 1      | MMalick Fall           | Senegal             | 1'02"93 |      |
| 38   | 3        | 7      | Dragoș Agache          | Romania             | 1'02"93 |      |
| 39   | 2        | 8      | Azad Al-Barazi         | Siria               | 1'03"48 |      |
| 40   | 2        | 7      | Danila Artiomov        | Moldavia            | 1'03"57 |      |
| 41   | 1        | 4      | Amini Fonua            | Tonga               | 1'03"65 |      |
| 42   | 1        | 3      | Mubarak Al Besher      | Emirati Arabi Uniti | 1'05"26 |      |
| 43   | 1        | 5      | Diguan Pigot           | Suriname            | 1'05"55 |      |
| 44   | 1        | 6      | Wael Koubrousli        | Libano              | 1'07"06 |      |

### Semifinali

#### Semifinale 1
| Pos. | Corsia | Nome                  | Nazione     | Tempo   | Note |
| ---- | ------ | --------------------- | ----------- | ------- | ---- |
| 1    | 3      | Cameron van der Burgh | Sudafrica   | 58"83   | Q    |
| 2    | 7      | Fabio Scozzoli        | Italia      | 59"44   | Q    |
| 3    | 1      | Brenton Rickard       | Australia   | 59"50   | Q    |
| 4    | 4      | Kōsuke Kitajima       | Giappone    | 59"69   | Q    |
| 5    | 5      | Dániel Gyurta         | Ungheria    | 59"74   | Q    |
| 6    | 2      | Brendan Hansen        | Stati Uniti | 59"78   | Q    |
| 7    | 6      | Ryō Tateishi          | Giappone    | 59"93   |      |
| 8    | 8      | Felipe Lima           | Brasile     | 1'00"08 |      |

#### Semifinale 2
| Pos. | Corsia | Nome               | Nazione       | Tempo   | Note |
| ---- | ------ | ------------------ | ------------- | ------- | ---- |
| 1    | 4      | Christian Sprenger | Australia     | 59"61   | Q    |
| 2    | 5      | Giedrius Titenis   | Lituania      | 59"66   | Q    |
| 3    | 2      | Michael Jamieson   | Gran Bretagna | 59"89   |      |
| 4    | 7      | Eric Shanteau      | Stati Uniti   | 59"96   |      |
| 5    | 8      | Felipe França      | Brasile       | 1'00"01 |      |
| 6    | 1      | Craig Benson       | Gran Bretagna | 1'00"13 |      |
| 7    | 3      | Glenn Snyders      | Nuova Zelanda | 1'00"15 |      |
| 8    | 6      | Scott Dickens      | Canada        | 1'00"16 |      |

### Finale
| Pos. | Corsia | Nome                  | Nazione     | Tempo   |
| ---- | ------ | --------------------- | ----------- | ------- |
|      | 4      | Cameron van der Burgh | Sudafrica   | 58"46   |
|      | 6      | Christian Sprenger    | Australia   | 58"93   |
|      | 8      | Brendan Hansen        | Stati Uniti | 59"49   |
| 4    | 1      | Dániel Gyurta         | Ungheria    | 59"53   |
| 5    | 7      | Kōsuke Kitajima       | Giappone    | 59"79   |
| 6    | 3      | Brenton Rickard       | Australia   | 59"87   |
| 7    | 5      | Fabio Scozzoli        | Italia      | 59"97   |
| 8    | 2      | Giedrius Titenis      | Lituania    | 1'00"84 |